# Stanisław Widacki
Stanisław Zygmunt Widacki (ur. 27 kwietnia 1883 w Bakowcach, zm. w kwietniu 1940 w Kijowie) – polski samorządowiec, działacz społeczny, polityk, poseł na Sejm w II RP IV kadencji (1935–1938), ostatni przedwojenny polski prezydent Tarnopola (1934–1939), pułkownik piechoty Wojska Polskiego, kawaler Orderu Virtuti Militari, ofiara zbrodni katyńskiej.

## Życiorys

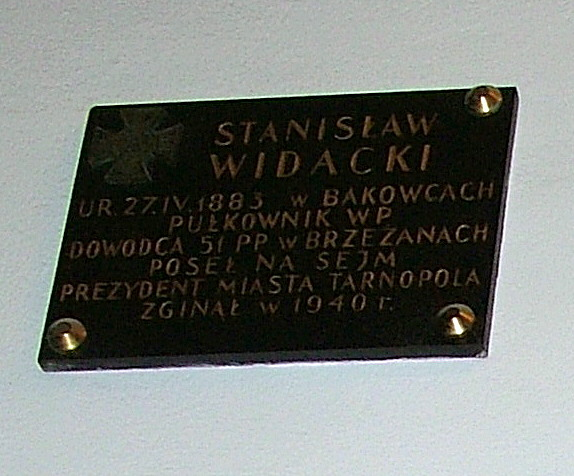
Tabliczka upamiętniająca Stanisława Widackiego na Jasnej Górze

Był synem Jana (1842–1906) i Emilii z Bigalów. Ukończył gimnazjum w Drohobyczu i studia filozoficzne na Uniwersytecie Jana Kazimierza. Rozporządzeniem c. k. Rady Szkolnej Krajowej z dnia 13 września 1912 l. 13562/IV kandydat stanu nauczycielskiego Stanisław Widacki został mianowany zastępcą nauczyciela w C. K. Gimnazjum w Tarnopolu. 14 września złożył przysięgę służbową.
W młodości działał w OMN „Zarzewie”, Drużynach Strzeleckich, Armii Polskiej. Był członkiem Towarzystwa Szkoły Ludowej, od 1912/1913 członkiem Towarzystwa Nauczycieli Szkół Wyższych. Był również aktywny w Stowarzyszeniu Młodzieży Rękodzielniczej im. Tadeusza Kościuszki.
Po wybuchu I wojny światowej w 1914 został powołany do armii austriackiej. Walczył na frontach rosyjskim i włoskim. Był trzykrotnie ranny i kontuzjowany. Od 1918 służył w Wojsku Polskim. Podczas wojny polsko-ukraińskiej uczestniczył w obronie Lwowa, a w trakcie wojny polsko-bolszewickiej w walkach na froncie małopolskim i litewsko-białoruskim.
W latach 1920–1921 pełnił służbę w Korpusie Kadetów Nr 2 w Modlinie na stanowisku komendanta. Od 1 czerwca 1921 jego oddziałem macierzystym był 24 pułk piechoty. 3 maja 1922 został zweryfikowany w stopniu majora ze starszeństwem z dniem 1 czerwca 1919 i 266. lokatą w korpusie oficerów piechoty. W 1923 pełnił służbę w Dowództwie Okręgu Korpusu Nr IV w Łodzi na stanowisku szefa Oddziału V Sztabu, pozostając oficerem nadetatowym 6 pułku strzelców podhalańskich w Stryju. W listopadzie 1924 został przeniesiony z 6 psp do 31 pułku Strzelców Kaniowskich w Łodzi na stanowisko dowódcy I batalionu. 1 grudnia 1924 awansował na podpułkownika ze starszeństwem z dniem 15 sierpnia 1924 roku i 71. lokatą w korpusie oficerów piechoty. W październiku 1926 został przeniesiony z DOK IV do 40 pułku piechoty we Lwowie na stanowisko zastępcy dowódcy pułku. W czerwcu 1927 został przydzielony do Korpusu Kadetów Nr 1 we Lwowie na stanowisko komendanta. 23 grudnia 1927 roku został przeniesiony do kadry oficerów piechoty z pozostawieniem na dotychczas zajmowanym stanowisku. 14 lutego 1929 otrzymał przeniesienie do 51 pułku piechoty Strzelców Kresowych w Brzeżanach na stanowisko dowódcy pułku. Na pułkownika został awansowany ze starszeństwem z dniem 1 stycznia 1931 w korpusie oficerów piechoty. Z dniem 31 sierpnia 1933 został przeniesiony w stan spoczynku.
Od 1934 do 1939 sprawował urząd prezydenta Tarnopola. Mieszkał w Tarnopolu. W 1935 został wybrany posłem na Sejm z listy państwowej 73 841 głosami z okręgu nr 61 (powiaty: tarnopolski, zbaraski i skałacki). W kadencji tej pracował w komisji budżetowej . Prezes Towarzystwa Rozwoju Ziem Wschodnich w Tarnopolu. W drugiej połowie lat 30. był członkiem zarządu oddziału Związku Oficerów Rezerwy RP. W 1937 został wybrany wiceprezesem Związku Miast Małopolskich i pełnił tę funkcję do 1939. W lutym 1938 wyznaczony wiceprzewodniczącym okręgu tarnopolskiego Obozu Zjednoczenia Narodowego.
Po wybuchu II wojny światowej i agresji ZSRR na Polskę z 17 września 1939 następnego dnia został aresztowany przez NKWD w Tarnopolu. W 1940 został zamordowany w więzieniu NKWD w Kijowie przy ul. Karolenkiwskiej 17. Jego nazwisko znalazło się na tzw. Ukraińskiej Liście Katyńskiej opublikowanej w 1994 (został wymieniony na liście wywózkowej 41/2-31 oznaczony numerem 457). Na liście figuruje także Grzegorz Widacki (ur. 1893, także syn Jana). Ofiary tej zbrodni zostały pochowane na otwartym w 2012 Polskim Cmentarzu Wojennym w Kijowie-Bykowni.

## Ordery i odznaczenia
- Krzyż Srebrny Orderu Wojskowego Virtuti Militari nr 5745 – 10 sierpnia 1922[30][31]
- Krzyż Niepodległości (4 listopada 1933)[32][33]
- Krzyż Oficerski Orderu Odrodzenia Polski (9 listopada 1932)[34]
- Krzyż Walecznych[35]
- Złoty Krzyż Zasługi (10 listopada 1928)[36][37]
- Medal Pamiątkowy za Wojnę 1918–1921[35]
- Medal Dziesięciolecia Odzyskanej Niepodległości[35][21]
- Państwowa Odznaka Sportowa[35]

## Życie prywatne
W 1918 roku ożenił się z Marią Teresą Lorfring (Lorfing, ur. 1890 w Sokalu, zm. 1971 w Londynie), z którą miał dwoje dzieci: Marię (1920–1994) i Jacka (1922–1943). Braćmi ciotecznymi (synami siostry ojca, Rozalii) byli Izydor Modelski i Teofil Modelski (ten ostatni był profesorem historii).